# 松ケ丘 (横浜市)
松ケ丘（まつがおか）は、神奈川県横浜市神奈川区の町名。丁目の設定のない単独町名である。住居表示未実施区域。

## 地理
神奈川区の南部に位置し、南東に泉町、南西に沢渡、西に三ツ沢東町、北に松本町と接している。

## 歴史

### 沿革
- 1932年（昭和7年）1月1日 - 青木町の一部を分離し、松ケ丘を新設。横浜市神奈川区松ケ丘となる[6]。町名は松本町の隣の丘陵であることから名付けられた[7]。
- 1961年（昭和36年）2月16日 - 反町地区の土地区画整理事業[8]に伴い、泉町、松本町との境界を変更[9]。
- 1970年（昭和45年）6月1日 - 三ツ沢地区の住居表示の実施に伴い、松ケ丘の一部を三ツ沢東町へ編入[10]。
- 1974年（昭和49年）2月6日 - 台町地区の土地区画整理事業[8]に伴い、松ケ丘の一部を沢渡へ編入。泉町の一部を松ケ丘に編入[11]。

## 世帯数と人口
2025年（令和7年）6月30日現在（横浜市発表）の世帯数と人口は以下の通りである。
| 町丁   | 世帯数    | 人口    |
| ------ | --------- | ------- |
| 松ケ丘 | 1,179世帯 | 2,177人 |

### 人口の変遷
国勢調査による人口の推移。
| 年                 | 人口  |
| ------------------ | ----- |
| 1995年（平成7年）  | 2,471 |
| 2000年（平成12年） | 2,348 |
| 2005年（平成17年） | 2,545 |
| 2010年（平成22年） | 2,560 |
| 2015年（平成27年） | 2,532 |
| 2020年（令和2年）  | 2,444 |

### 世帯数の変遷
国勢調査による世帯数の推移。
| 年                 | 世帯数 |
| ------------------ | ------ |
| 1995年（平成7年）  | 968    |
| 2000年（平成12年） | 998    |
| 2005年（平成17年） | 1,085  |
| 2010年（平成22年） | 1,181  |
| 2015年（平成27年） | 1,209  |
| 2020年（令和2年）  | 1,209  |

## 学区
市立小・中学校に通う場合、学区は以下の通りとなる（2024年11月時点）。
| 番・番地等               | 小学校               | 中学校             |
| ------------------------ | -------------------- | ------------------ |
| 1〜19番地                | 横浜市立青木小学校   | 横浜市立松本中学校 |
| 20〜32番地 34番地 36番地 | 横浜市立三ツ沢小学校 | 横浜市立松本中学校 |

## 事業所
2021年（令和3年）現在の経済センサス調査による事業所数と従業員数は以下の通りである。
| 町丁   | 事業所数 | 従業員数 |
| ------ | -------- | -------- |
| 松ケ丘 | 29事業所 | 140人    |

### 事業者数の変遷
経済センサスによる事業所数の推移。
| 年                 | 事業者数 |
| ------------------ | -------- |
| 2016年（平成28年） | 25       |
| 2021年（令和3年）  | 29       |

### 従業員数の変遷
経済センサスによる従業員数の推移。
| 年                 | 従業員数 |
| ------------------ | -------- |
| 2016年（平成28年） | 117      |
| 2021年（令和3年）  | 140      |

## 交通
- 国道1号

## 施設
- 横浜ハリストス正教会
- 日本福音ルーテル横浜教会

## その他

### 日本郵便
- 郵便番号 : 221-0843[3]（集配局：神奈川郵便局[21]）

### 警察
町内の警察の管轄区域は以下の通りである。
| 番・番地等 | 警察署       | 交番・駐在所 |
| ---------- | ------------ | ------------ |
| 全域       | 神奈川警察署 | 沢渡交番     |